# Johann Prokop von Schaffgotsch

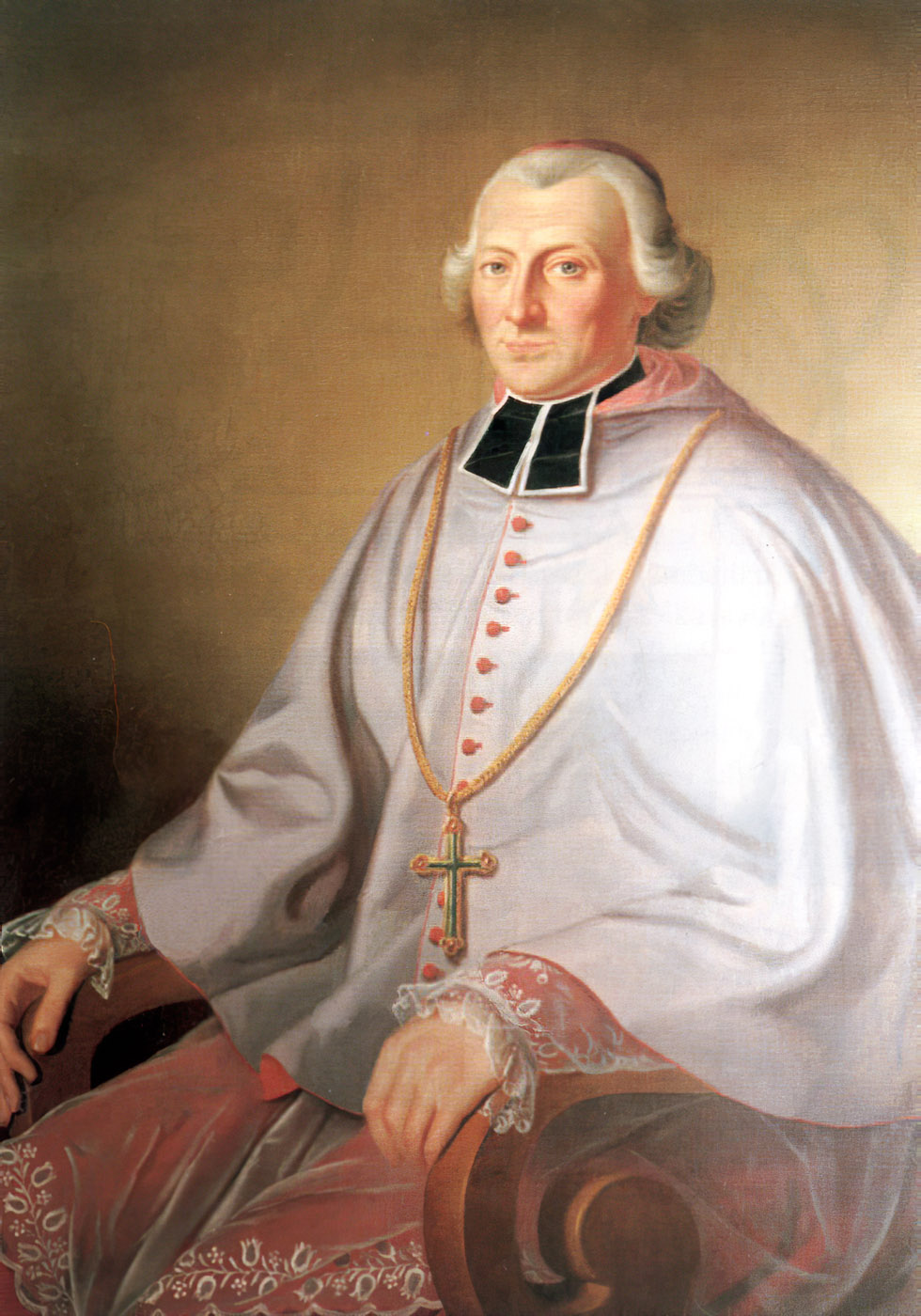
Johann Prokop von Schaffgotsch, erster Bischof von Budweis

Johann Prokop von Schaffgotsch, auch: Johann Prokop Graf von Schaffgotsch Freiherr von Kynast und Greiffenstein; tschechisch Jan Prokop Schaaffgotsche (* 22. Mai 1748 in Prag; † 8. Mai 1813 in Budweis) war Weihbischof in Prag und Bischof von Budweis.

## Leben
Johann Prokop Graf Schaffgotsch von Kynast und Greiffenstein entstammte der böhmischen Stammlinie des Adelsgeschlechts der Schaffgotsch. Zahlreiche Familienmitglieder dieser Linie bekleideten höhere Ämter im böhmischen Staatsdienst und der Kaiserlichen Armee. Johann Prokops Eltern waren Ernst Wilhelm von Schaffgotsch, Rat der kaiserlichen Kammer, königlicher Statthalter sowie Gerichtspräsident, und Maximiliana von Götzen (1704–1772). Ein Neffe Johann Prokops, Anton Ernst von Schaffgotsch, war Bischof von Brünn.

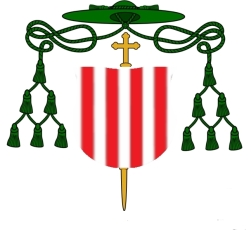
Wappen Graf von Schaffgotsch Freiherr von Kynast und Greiffenstein, Bischof von Budweis

Nach dem Besuch der von Jesuiten geleiteten Theresianische Ritterakademie in Wien begann Johann Prokop Schaffgotsch 1768 ein Studium der Katholischen Theologie an der Universität Wien. Im selben Jahr erhielt er eine Domherrenstelle beim Olmützer Domkapitel.
Am 25. Mai 1771 empfing Schaffgotsch in Wien die Priesterweihe und wurde 1772 zum residierenden Domherrn in Königgrätz berufen, wo er 1775 bis 1776 unter Bischof Johann Andreas Kayser von Kaysern als Generalvikar und Offizial fungierte. 1779 wurde er Generalvikar des Bischofs Joseph Adam von Arco. 1780 übernahm Schaffgotsch die Stelle des Stadtpfarrers von Müglitz, wechselte jedoch schon wenige Monate später als residierender Domherr nach Olmütz. Dort leitete er das Priesterhaus und vertrat das Domkapitel bei den mährischen Landständen in Brünn.
Im Rahmen der Vorbereitung der Gründung eines Bistums Budweis ernannte Kaiser Joseph II. in seiner Eigenschaft als König von Böhmen Johann Prokop Schaffgotsch 1783 zum Weihbischof in Prag sowie zum Prager Generalvikar mit Sitz in Budweis.

### Erster Bischof von Budweis

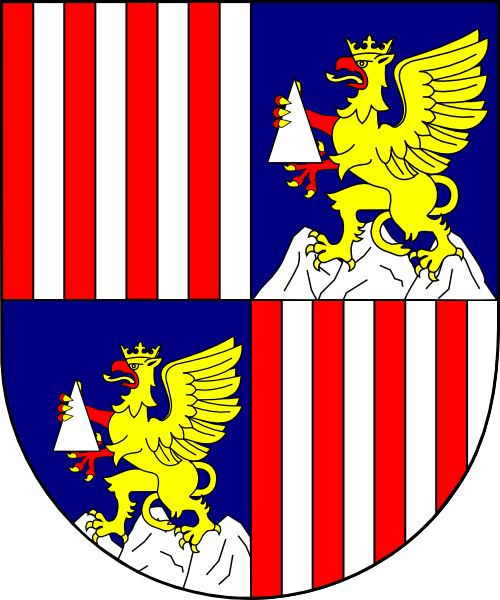
Wappen Bischof von Budweis (1784–1813)

Am 20. Dezember 1784 beantragte Kaiser Joseph II. beim Papst Pius VI. die Gründung des Bistums Budweis und erbat gleichzeitig, entsprechend dem ihm zustehenden Nominationsrecht, die Berufung von Johann Prokop Schaffgotsch zu dessen erstem Bischof. Der päpstlichen Bestätigung vom 26. September 1785 folgte am 11. Dezember 1785 im Veitsdom die Bischofsweihe durch den Prager Erzbischof Anton Peter Příchovský von Příchovice. Der Amtsantritt erfolgte zum 1. Januar 1786.
Schaffgotsch teilte sein Bistum in fünf Archipresbyterate und dreißig Vikariate ein. 1786 gründete er ein Haus für Priesteramtskandidaten, das 1803 zum Priesterseminar mit einer Theologischen Hochschule erweitert wurde. Ein großes Anliegen war ihm die Schulbildung der Kinder, wobei er die Vorschläge des südböhmischen Pfarrers und späteren Bischofs von Leitmeritz Ferdinand von Kindermann aufnahm. Bei der Einrichtung einer organisierten Armen- und Wohlfahrtspflege berücksichtigte Schaffgotsch die Anregungen des Gratzener Grafen Ferdinand Buquoy. 1811–1812 visitierte Schaffgotsch seine Diözese und legte darüber dem böhmischen Landesherrn Kaiser Franz I. einen Bericht vor.
Schaffgotschs Amtszeit war geprägt von den Josephinischen Reformen, die eine staatliche Kirchenhoheit verfolgten und zur Aufhebung zahlreicher Klöster führten. Obwohl er das Staatskirchentum grundsätzlich bejahte, forderte Schaffgotsch 1790 zusammen mit weiteren Bischöfen von Kaiser Leopold II. die Rücknahme von mehreren Verordnungen, vor allem solcher, die die Gottesdienstgestaltung und das religiöse Volksbrauchtum betrafen.
Als Liebhaber kostbarer Bücher veranlasste er die Gründung einer bischöflichen Diözesanbibliothek, der er nach seinem Tode seine 6000 Bände umfassende private Büchersammlung testamentarisch hinterließ. Sein Leichnam wurde auf dem Friedhof der Kirche des Hl. Prokop in Budweis bestattet.